# Văliug (gmina)
Văliug – gmina w okręgu Caraș-Severin w Rumunii. Składa się z jednej wsi o tej samej nazwie.
Według spisu powszechnego z 2011 roku gminę zamieszkiwały 741 osoby, przy 982 osobach według spisu z 2002 roku. Zdecydowaną większość z nich stanowią Rumuni (87,04%), największą mniejszość narodową stanowią Niemcy (5,94%). 85,29% mieszkańców stanowią osoby wyznające prawosławie, zaś 8,91% katolicyzm.